# Jeon Kwang-hoon
Jeon Kwang-hoon (en coréen : 전광훈, né le 28 mars 1956) est un pasteur et un homme politique sud-coréen. En 2020, il est le président du Conseil chrétien de Corée. Il est également l'ancien président du Parti de la pratique de l'amour chrétien, aujourd'hui disparu, ainsi que l'une des figures clés de la fondation du Parti libéral chrétien. Il est pasteur en chef de l'église Sarang Jeil à Séoul, en Corée du Sud, et est connu pour son conservatisme et son activisme politique contre l'administration Moon Jae-in,.

## Enfance et éducation
Jeon Kwang-hoon est né à Uiseong, dans le  Gyeongsang du Nord, en 1956. Il a fréquenté le lycée technique et électronique Kwangwoon à Séoul.  Il a obtenu une licence en théologie à l'Université théologique de Daehan et une maîtrise à l'Université d' Anyang.  

## Controverses
- Lors d'un rassemblement à Daegu en 2005, Jeon a déclaré: « si les croyantes enlèvent leurs sous-vêtements pour moi, elles sont de mes croyantes, et si elles ne le font pas, elles ne le sont pas » ; cela a conduit à la « controverse de la petite culotte ». Par la suite, dans une interview avec Hankyoreh, il a expliqué que l'intention véritable de sa déclaration avait été très déformée[4]. Lors d'un rassemblement à Cheonan en 2006, il a fait un commentaire sexiste selon lequel « les femmes ne devraient pas venir à l'église en jupes courtes ».
- Au cours de l'élection présidentielle de 2007 en Corée du Sud, il a fait diverses déclarations interférant avec l'élection, y compris la déclaration suivante: « Si vous ne votez pas pour Lee Myung-bak, vous serez effacé du livre de vie », ce qui a entraîné des critiques de nombreux citoyens et croyants[5].
- En mars 2020, Jeon a été inculpé après des allégations de violation de la loi électorale sud-coréenne. Selon ces allégations, il aurait encouragé ses partisans à voter contre Moon lors d'un rassemblement, en dehors de la période de campagne officielle. Il a été libéré sous caution à la condition de ne pas participer aux rassemblements liés à son affaire en cours[2].
- Pendant la pandémie de Covid-19 en Corée du Sud, l'église de Jeon n'a pas respecté  les mesures de contrôle de l'épidémie et les rassemblements y ont été interdits.
- Le 18 août 2020, le ministère sud-coréen de la Santé et le gouvernement municipal de Séoul ont déposé des plaintes pénales distinctes contre Jeon à la suite de sa participation dans l'organisation de rassemblements pour le jour de la libération à Séoul. Il est accusé d'avoir entravé la lutte contre l’infection de Covid-19 en décourageant ses fidèles de se faire tester, en sous-estimant volontairement le nombre de ses fidèles lors de déclarations aux autorités sanitaires et en participant à des rassemblements alors qu'il avait reçu l'ordre de se placer en quarantaine[6],[7]. Les avocats de Jeon et de l'église Sarang Jeil nient ces accusations[8],[9]. Du 13 août 2020 au 18 août 2020, l'Église a été liée à plus de 300 cas confirmés de transmission de COVID-19, ce qui a entraîné un resserrement des règles de distanciation sociale à Séoul[2]. Jeon lui-même, bien qu'asymptomatique, a été testé positif[10].